# Sake (Congo-Kinshasa)
Sake is een stad in de Democratische Republiek Congo in de oostelijke provincie Noord-Kivu. Het is gelegen aan het noordwestelijke uiteinde van het Kivumeer, 25 km ten noordwesten van Goma aan de N2. Sake ligt aan de rand van de vulkanische lavavlaktes in de slenk van de Oost-Afrikaanse slenk, op een hoogte van ongeveer 1500 m. De westelijke helling van de klif stijgt tot 800 m boven Sake.
De lava is afkomstig van de vulkanen Nyamuragira en Nyiragongo, 25 km ten noordwesten, en tal van kleinere vulkanische kegels die worden gevoed door deze vulkanen. Een aantal kegels is te zien op satellietfoto's 7–8 km ten oosten van Sake. Ze laten ook zien dat lavastromen de afgelopen jaren delen van de weg naar Goma (N2) bedekt hebben en het meer hebben bereikt. De lava snijdt de baai waarin Sake ligt af, om een klein meer van minder dan 1 vierkante kilometer te vormen. De aangrenzende baai, die ongeveer 40 vierkante kilometer groot is, is bijna afgesneden door de lava en er blijft slechts een 160 meter breed kanaal over om het te verbinden met het hoofdgedeelte van het Kivumeer.
Sake heeft Rwandezen opgevangen tijdens de Rwandese genocide in het midden van de jaren negentig en de inwoners van Goma die de uitbarsting van de berg Nyiragongo in 2002 vluchtten. Dodelijke veldslagen tussen het regeringsleger en de troepen onder leiding van Laurent Nkunda leidden ertoe dat duizenden inwoners van Sake in augustus 2006 op de vlucht sloegen. 
Op 25 november 2006 ontvluchtten vijftien- tot twintigduizend inwoners de veldslagen tussen de Nkunda-strijdkrachten en het leger van de DRC tijdens een offensief van de eerstgenoemden in het gebied rond Sake. De gevechten vonden plaats bijna een dag voordat het hooggerechtshof zich zou uitspreken over de uitkomst van de zeer omstreden presidentiële verkiezingen van 2006. De gevechten lijken de volgende ochtend te zijn verdwenen nadat de VN-troepen in de regio de controle over Sake herkregen.